# 조커 (카드)

플레잉 카드의 조커의 일례

조커(Joker)는 플레잉 카드 안에 포함되는 특별한 카드다.

## 개요
통상의 데크에는 1~2매의 조커가 있다. 그 디자인은 트럼프의 메이커에 따라서 다르지만, 자주 제스터(Jester)가 디자인되어 있다. 또, 영문자의 설명서가 1매 붙는 경우도 있어, 이것을 조커와 동일 취급으로 하는 경우도 있다.
조커가 2매 포함되는 경우, 1매의 조커는 풀 컬러로 인쇄되며 다른 1매의 조커는 엑스트라 조커(준찰)로서 흑백 등의 색을 억제한 컬러 링이 되는 것이 많다. 그 밖에, 1매가 붉은 조커, 다른 1매가 검은 조커가 되어 있는 경우도 있다. 조커의 사이에도 랭크가 있는 게임에서는 색포함의 조커가 흑백의 조커보다 상위에 위치한다. 붉은 조커와 검은 조커가 있는 것에서는 붉은 조커가 하트 또는 다이아, 검은 조커가 스페이드 또는 클럽의 대용이 된다.
트럼프 게임의 조커의 역할은 매우 다양하다. 많은 게임에서는 조커를 전혀 사용하지 않지만, 그 외의 게임에서는 조커는 그 게임 안에서 가장 중요한 카드가 된다. 자주 조커는 와일드 카드가 되어, 기존의 카드가 존재하는 범위에서 그 카드를 재현하는 것을 허가한다. 「더 조커즈 와일드」(The Joker's wild)라는 용어는 이것이 기원이다.
조커는 유익한 카드이지만, 때로는 유해한 카드로도 된다. 유커에서는 최고위의 비장의 카드로서 자주 이용된다. 포커에서는 와일드 카드이다. 그러나, 어린이들의 게임인 도둑 잡기에선, 고독한 메이드(올드 미스)를 재현하는 조커는 피할 수 있는 카드이다.
조커는 가끔 U 위에 S가 놓여진 기호로 나타내지는 일이 있는데, 잘못 쓴 달러 기호가 기원이라고 생각되고 있다. 이것은 미국의 대기업 카드 메이커인 U.S 플레잉 카드사가 자사의 카드의 조커에 U와 S를 조합한 디자인을 이용하는 것이다.

## 역사
원래 조커는 19세기 후반 미국에서 유커가 유행했을 때, 그 최고위의 비장의 카드로서 추가되었다. 유커에서는 비장의 카드인 잭이 「right bower」·비장의 카드와 같은 색의 잭이 「left bower」라고 불리고, 가장 강한 비장의 카드였지만, 조커는 당초 「best bower」라고 하는 이름으로, 3매째의 비장의 카드의 잭으로서 추가된 것이다. 이 카드가 후에 조커로 불려 현재와 같은 어릿광대의 모습을 가지게 되었다.
베스트 바우어에서 조커로 바뀐 이유는 잘 알려져 있지 않다. 게임명의 「유커」에서 「조커」가 생겼다고 하는 설도 있지만, 근거가 부족하다.
조커는 자주 타로의 메이저 아르카나에 포함되는 바보와 비교된다. 바보와 조커에는 그 외관이나 플레이의 기능에 대해 많은 유사점을 가진다. 바보도 자주 최고위의 비장의 카드로서 이용된다. 바보가 조커의 원형이라고 하는 설도 있지만, 현재는 부정되고 있다.
일본의 전통적인 천정 카루타나 화투의 지방지폐에도 「귀찰·유령지폐」등으로 불리는 특수한 카드를 포함하는 것이 있다.

## 트럼프 게임으로의 사용 예

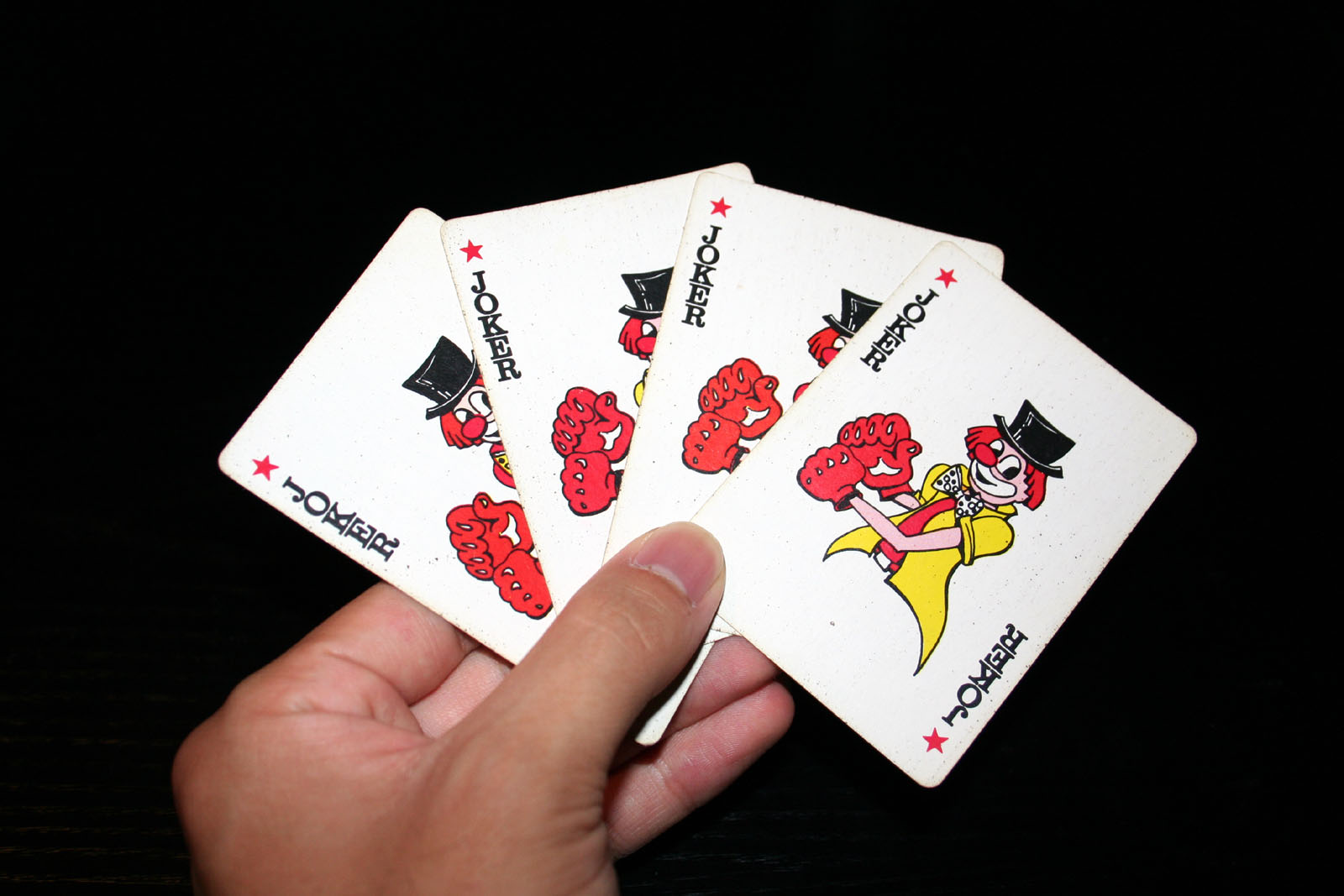
4매의 조커

- 유커나 파이브 헌드레드, 스페이드에선 최고위의 비장의 카드이며, 베니(benny) 또는 톱 바우어(top bower)로 불린다. 역사 단락을 참조.
- 가나 스튜디오에선 조커와 각 무늬의 2가 와일드 카드다.
- 체이스 더 에이스 ( Chase the Ace)의 변칙 룰 「체이스 더 조커」에서는 A 대신에 조커가 이용된다.
- 투지주·쟁상유·승급 등, 중국의 많은 게임에서는 색첨부의 조커와 흑백의 조커를 구별해, 색첨부의 조커 쪽이 강하다. 또한 조커는 「왕」이라고 불러(킹이 아니다), 색첨부의 조커는 「대왕」, 흑백의 조커는 「소왕」이라고 한다. 지방에 따라서는 「대괴·소괴」, 「대귀·세귀」등이라고도 부른다.
- 전쟁에서 조커는 모든 카드를 이긴다.
- 도둑 잡기에선, 반대로 끝까지 조커를 가지고 있는 사람이 패배가 된다.
- 대부호에선, 임의의 카드 대신에 와일드 카드로서 사용할 수 있고 통상적으로 가장 강한 2보다 한층 더 강한 카드로 사용할 수 있다.
- 포커에서는 일반적으로 사용되지 않는다. 일부 사용하는 종류의 게임이 있는데, 이 경우 어떤 숫자나 문양이건 대체 가능한 카드로 쓰인다. 또한, 같은 숫자 4장인 포카드 + 조커 1장은 파이프 카드로 스트레이트 플러쉬보다 상위의 족보로 취급된다.

## 트럼프 외의 사용 예
- 미국 등에서 행해지는 마작에서는 마작패의 안에 조커로 불리는 패를 혼합해 플레이 하는 일이 있다.

## 픽션의 사용 예
- 「배트맨」에 등장하는 악역인 조커는 당초엔 트럼프의 조커에 근거한 외관이었다. 최근 판에서는 무기와 명함으로서 매우 예리한 트럼프(특히 조커)를 이용한다.

## 같이 보기
- 농담
- 비장의 카드
- 어릿광대